# 费氏弧菌
费氏弧菌（学名：Aliivibrio fischeri）是別弧菌屬的一种非自养、有運動性的细菌，广泛分布于世界各大洋。它可以发光，和许多海洋生物（如夏威夷短尾乌贼）存在共生关系。其名来自德国微生物学家伯恩哈德·费舍尔的姓。它的基因组测序工作在2004年完成。
它原属弧菌属，但rRNA研究指出它应该属于別弧菌屬，因此在2007年划归后者，但很多科学文献仍采用旧名Vibrio fischeri。

## 基因组
它包含两条染色体，基因组测序工作在2004年完成。第一条包含290万个碱基对，第二条包含130万个碱基对。它的GC含量是别弧菌属中最低的。